# TajAir
TajAir es una aerolínea registrada en la Dirección General de Aviación Civil, India como una operadora chárter.
TajAir es la única compañía aérea chárter india que posee y opera un hangar y una sala VIP en Bombay. Así mismo, TajAir es la única compañía aérea chárter en gestionar la zona de control de pasajeros y equipajes en el Aeropuerto Internacional Chatrapati Shivaji, Bombay en su acceso exclusivo; para todos los operadores privados y chárter.

## Flota
La flota de TajAir se compone de las siguientes aeronaves en mayo de 2007:
- 2 Falcon 2000